# Võilaid
Võilaid  je mali nenaseljeni estonski otok u Riškom zaljevu dijelu Baltičkog mora. Površina otoka je 2,5 km², najviša točka otoka je na 3,6 metar nadmorske visine.
Zajedno sa susjednim otocima Kesselaid, Suurlaid, Viirelaid i Muhu čini općinu Muhu (estonski: Muhu vald). 
Odroni zemlje 2015. zatrpali su kanal kanal između ovog otoka i susjednog većeg Muhua, te su od tada spojeni.

## Vanjske poveznice
|  | Zajednički poslužitelj ima još gradiva o temi Võilaid |

- Fotografije otoka  Arhivirana inačica izvorne stranice od 19. svibnja 2011. (Wayback Machine)